# Van Winter

Nederlands geslachtswapen (Hoge Raad van Adel, 1830)

Van Winter is een Nederlandse familie waarvan een lid in 1830 in de adelstand werd verheven en die onder meer letterkundigen en hoogleraren voortbracht.

## Geschiedenis
De bewezen stamreeks begint met Antoni van Winter die in 1619 aan de Nieuwbrug in Dordrecht woonde en in 1639 overleed. Zijn kinderen werden in hun huwelijksinschrijvingen als "van Bremen" aangeduid hetgeen er op kan wijzen dat hun vader stamt uit Bremen.
De kleinzoon van Antoni van Winter, Christoffel Lambert (1664-1719) vestigde zich in Amsterdam, als "hoedencramer" op de Nieuwendijk. De kleinzoon van Christoffel Lambert, Nicolaas Simon (1718-1795) was behalve koopman ook letterkundige; ook diens twee echtgenotes en een zoon uit zijn eerste huwelijk, Pieter (1745-1807) waren letterkundigen.
Een zoon van Pieter, Josua Jacob van Winter (1788-1840) werd in 1830 verheven in de Nederlandse adel en hij en zijn nakomelingen verkregen daarmee het predicaat jonkheer en jonkvrouw.
Het geslacht stierf in 1990 in mannelijke lijn uit.

## Enkele telgen
Christoffel Lambert van Winter (1664-1719), hoedencramer te Amsterdam
- Pieter van Winter (1689-1776), makelaar te Amsterdam
  - Nicolaas Simon van Winter (1718-1795), makelaar, lid fa. Jacob Muhl & Van Winter, in indigo en verfwaren, te Amsterdam, letterkundige; trouwde in 1744 met Johanna Muhl (1718-1768), dichteres, dochter van Agatha Maria Sena, dichteres; trouwde in 1768 met Lucretia Wilhelmina van Merken (1721-1789), dichteres
    - Pieter van Winter (1745-1807), koopman, letterkundige, kunstverzamelaar
      - Lucretia Johanna van Winter (1785-1845), kunstverzamelaarster en erfgename van een deel van de kunstcollectie van haar vader; trouwde in 1822 met jhr. mr. Hendrik Six, heer van Hillegom (1790-1847), lid van de familie Six en lid van de gemeenteraad van Amsterdam
        - jhr. dr. Jan Pieter Six, heer van Hillegom en Wimmenum (1824-1899), mede-erfgenaam van de kunstcollectie Six-van Winter
        - jhr. Pieter Hendrik Six, heer van Vromade (1827-1905), mede-erfgenaam van de kunstcollectie Six-van Winter

      - jhr. Josua Jacob van Winter (1788-1840), lid van de raad en wethouder van Amsterdam, in 1830 verheven in de adelstand
        - jhr. Pieter Jan van Winter (1810-1880)
          - jkvr. Comelia Geertruida van Winter (1861-1920); trouwde in 1884 met Pieter Hendrik Arend Veeren (1849-1892), gemeentesecretaris van Brummen
          - jhr. Pieter Jacob van Winter (1864-1944), notaris
            - prof. jhr. dr. Pieter Jan van Winter (1895-1990), hoogleraar geschiedenis
              - prof. jkvr. dr. Johanna Maria van Winter (1927), hoogleraar geschiedenis in Utrecht
              - prof. jkvr. dr. Clasine van Winter (1929-2000), hoogleraar wis- en natuurkunde aan de universiteit van Kentucky
              - jkvr. ds. Henriette Agnes van Winter (1933), bibliothecaresse theologisch instituut Rijksuniversiteit Groningen

            - jkvr. Judith Johanna Francina van Winter (1898-1944); trouwde in 1922 met dr. Henri Constantinos Alexandros Muller (1888-1950), conservator Koninklijke Bibliotheek, daarna wetenschappelijk assistent van de Bibliotheek van de Landbouwhogeschool te Wageningen

      - Anna Louisa Agatha van Winter (1793-1877), erfgename van een deel van de kunstcollectie van haar vader, waaronder de portretten van Marten Soolmans en Oopjen Coppit, welke collectie na haar overlijden in 1877 werd verkocht aan Gustave de Rothschild (1829-1911); trouwde in 1815 met jhr. Willem van Loon (1794-1847), lid provinciale staten van Holland, later van: Noord-Holland, lid van de familie Van Loon